# سارا پلسون
سارا کاترین پلسون (به انگلیسی: Sarah Catharine Paulson) (زادهٔ ۱۷ دسامبر ۱۹۷۴) بازیگر آمریکایی است که به خاطر ایفای نقش در مجموعه‌های مختلف تلویزیونی از جمله داستان ترسناک آمریکایی کاندید چندین جایزه امی و جایزه گلدن گلوب شده‌است.

## زندگی شخصی

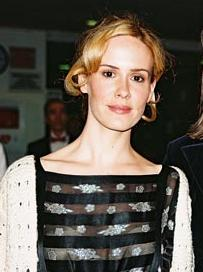
سارا پلسون

پالسون در لس آنجلس زندگی می کند. او از حامیان حزب دموکرات است. او در سن ۲۵ سالگی ملانوم در پشتش تشخیص داده شد، اگرچه رشد قبل از گسترش سرطان برداشته شد.
پالسون با پرداختن به تمایلات جنسی خود، آن را "یک موقعیت سیال" نامید و بعداً گفت: "اگر انتخاب های زندگی من باید بر اساس آنچه از جامعه در هر دو طرف از من انتظار می رود پیش بینی شود، این امر باعث می شود که من واقعاً احساس تنگدستی کنم. و من نمی خواهم این احساس را داشته باشم." او از سال ۲۰۰۴ تا ۲۰۰۹ با بازیگر چری جونز ، که ۱۸ سال از او بزرگتر است، رابطه داشت. از اوایل سال ۲۰۱۵، او با بازیگر هالند تیلور ، که ۳۲ سال از او بزرگتر است، رابطه داشته است .

## فیلم شناسی
| Films that have not yet been released | فیلم های نشان شده ، هنوز منتشر نشده اند |

### سینما
| عنوان                      | سال  | نقش                  | کارگردان                    | یادداشت    |
| -------------------------- | ---- | -------------------- | --------------------------- | ---------- |
| شبهه                       | ۱۹۹۷ | Acey Rawlin          | اسکات دی. گلدشتاین          |            |
| خواهر دیگر                 | ۱۹۹۹ | Heather Tate         | گری مارشال                  |            |
| نگه داشته                  | ۱۹۹۹ | Mary                 | استیو رش                    |            |
| آنچه زنان می‌خواهند         | ۲۰۰۰ | Annie                | نانسی مایرز                 |            |
| حشره                       | ۲۰۰۲ | Eilleen              | فیل هی / مت مانفردی         |            |
| مرگ بر عشق                 | ۲۰۰۳ | Vikki Hiller         | پیتون رید                   |            |
| شناگران                    | ۲۰۰۵ | Merrill              | داگ سدلر                    |            |
| سرنتی                      | ۲۰۰۵ | Dr. Caron            | جاس ویدون                   |            |
| بتی پیج بدنام              | ۲۰۰۵ | Bunny Yeager         | ماری هرون                   |            |
| حفار                       | ۲۰۰۶ | Julie                | کسرین دیکمان                |            |
| گریفین و ققنوس             | ۲۰۰۶ | Peri                 | اد استون                    |            |
| روح                        | ۲۰۰۸ | Ellen Dolan (comics) | فرانک میلر (comics)         |            |
| Whose Dog Is It Anyway؟    | ۲۰۰۹ | Emma                 | سیندی چوپاک                 | فیلم کوتاه |
| مارتا مارسی می مارلین      | ۲۰۱۱ | Lucy                 | شان دورکین                  |            |
| After-School Special       | ۲۰۱۱ | Woman                | جیکوب چیس                   | فیلم کوتاه |
| شب سال نو                  | ۲۰۱۱ | Grace Schwab         | گری مارشال                  |            |
| ماد                        | ۲۰۱۲ | Mary Lee             | جف نیکولز                   |            |
| Fairhaven                  | ۲۰۱۲ | Kate                 | تام اوبرایان                |            |
| زمان حال                   | ۲۰۱۲ | Sarah                | Nenad Cicin-Sain            |            |
| ستاره‌هایی در فیلم‌های کوتاه | ۲۰۱۲ | زن                   | گوناگون                     |            |
| ۱۲ سال بردگی               | ۲۰۱۳ | Mistress Mary Epps   | استیو مک‌کوئین               |            |
| twitterkills               | ۲۰۱۴ | Sarah Pendersen      | برِت سورم                    | فیلم کوتاه |
| کارول                      | ۲۰۱۵ | Abby Gerhard         | تاد هینز                    |            |
| دونده                      | ۲۰۱۵ | Kate Haber           | آستین استارک                |            |
| بلو جی                     | ۲۰۱۶ | Amanda               | آلِکساندِر لمان               |            |
| شورش در گندم‌زار            | ۲۰۱۷ | Dorothy Olding       | دنی استرانگ                 |            |
| پست                        | ۲۰۱۷ | Tony Bradlee         | استیون اسپیلبرگ             |            |
| هشت یار اوشن               | ۲۰۱۸ | Tammy                | گری راس                     |            |
| جعبه پرنده                 | ۲۰۱۸ | Jessica Hayes        | سوزان بیر                   |            |
| شیشه                       | ۲۰۱۹ | Dr. Ellie Staple     | ام. نایت شیامالان           |            |
| سهره طلایی                 | ۲۰۱۹ | Xandra               | جان کرولی                   |            |
| 007:ذره ای برای آرامش      | ۲۰۱۹ |                      | جیمز کامرون                 |            |
| نفرت‌انگیز                  | ۲۰۱۹ | Dr. Zara (voice)     | جیل کالتون / Todd Wilderman |            |
| Run                        | ۲۰۲۰ | TableTB              | آنیش چگنتی                  | پیش تولید  |

### تلویزیون
| عنوان                                            | سال       | نقش                   | یادداشت                                           |
| ------------------------------------------------ | --------- | --------------------- | ------------------------------------------------- |
| قانون و نظم (فصل ۵)                              | ۱۹۹۴      | Maggie Conner         | قسمت: "Family Values"                             |
| دوستان در آخر                                    | ۱۹۹۵      | Diana                 | فیلم تلویزیونی                                    |
| گوتیک آمریکایی (سریال های تلویزیونی ۱۹۹۵)        | ۱۹۹۵–۱۹۹۶ | Merlyn Temple         | ۱۸ قسمت                                           |
| خنده دار                                         | ۱۹۹۶      | —                     | Television film                                   |
| کراکر                                            | ۱۹۹۷      | Janice                | ۲ قسمت                                            |
| راه طولانی خانه                                  | ۱۹۹۸      | Leanne Bossert        | Television film                                   |
| زندگی واقعی                                      | ۱۹۹۸      | Lucy                  | Unsold television pilot                           |
| جک و جیل                                         | ۱۹۹۹–۲۰۰۱ | Elisa Cronkite        | ۳۲ قسمت                                           |
| کلان شهر                                         | ۲۰۰۰      | Audrey                | Unsold television pilot                           |
| لمس شده توسط یک فرشته (فصل ۸)                    | ۲۰۰۱      | Zoe                   | قسمت: "Manhunt"                                   |
| پریدن ایمان                                      | ۲۰۰۲      | Wardwell              | ۶ قسمت                                            |
| راهی به‌سوی جنگ                                   | ۲۰۰۲      | Luci Baines Johnson   | Television film                                   |
| The D.A.                                         | ۲۰۰۴      | Patterson             | ۲ قسمت                                            |
| Nip/Tuck (season 2)                              | ۲۰۰۴      | Agatha Ripp           | قسمت: "Agatha Ripp"                               |
| ددوود (فصل دوم)                                  | ۲۰۰۵      | Miss Isringhausen     | ۹ قسمت                                            |
| عروسی کریسمس                                     | ۲۰۰۶      | Emily                 | Television film                                   |
| استودیو ۶۰ در سانست استریپ                       | ۲۰۰۶–۲۰۰۷ | Harriet Hayes         | ۲۲ قسمت                                           |
| کدبانوهای وامانده                                | ۲۰۰۷–۲۰۱۱ | Lydia Lindquist       | ۲ قسمت                                            |
| زیبا / خوشتیپ                                    | ۲۰۰۸      | Corky Fromme          | Unsold television pilot                           |
| کوپید                                            | ۲۰۰۹      | Claire McCrae         | ۷ قسمت                                            |
| نظم و قانون: واحد قربانیان ویژه                  | ۲۰۱۰      | Anne Gillette         | قسمت: "Shadow"                                    |
| آناتومی گری ( فصل ششم)                           | ۲۰۱۰      | Young Ellis Grey      | قسمت: "The Time Warp"                             |
| کریسمس نوامبر                                    | ۲۰۱۰      | Beth Marks            | Television film                                   |
| Untitled Kari Lizer Project                      | ۲۰۱۱      | Mary Leahy            | Unsold television pilot                           |
| داستان ترسناک آمریکایی: خانه قتل                 | ۲۰۱۱      | Billie Dean Howard    | ۳ قسمت                                            |
| تغییر بازی                                       | ۲۰۱۲      | Nicolle Wallace       | Television film                                   |
| آبی (سریال)                                      | ۲۰۱۲      | Lavinia               | ۲ قسمت                                            |
| داستان ترسناک آمریکایی: تیمارستان                | ۲۰۱۲–۲۰۱۳ | Lana Winters          | ۱۳ قسمت                                           |
| داستان ترسناک آمریکایی: محفل                     | ۲۰۱۳–۲۰۱۴ | Cordelia Foxx         | ۱۳ قسمت                                           |
| داستان ترسناک آمریکایی: نمایش عجایب              | ۲۰۱۴–۲۰۱۵ | Bette and Dot Tattler | ۱۲ قسمت                                           |
| داستان ترسناک آمریکایی: هتل                      | ۲۰۱۵–۲۰۱۶ | Sally McKenna         | ۹ قسمت                                            |
| داستان ترسناک آمریکایی: هتل                      | ۲۰۱۶      | Billie Dean Howard    | قسمت: "Be Our Guest"                              |
| مردم علیه او. جی. سیمپسون: داستان جنایی آمریکایی | ۲۰۱۶      | Marcia Clark          | ۱۰ قسمت                                           |
| داستان ترسناک آمریکایی: رونوک                    | ۲۰۱۶      | Shelby Miller         | ۵ قسمت                                            |
| داستان ترسناک آمریکایی: رونوک                    | ۲۰۱۶      | Audrey Tindall        | ۵ قسمت                                            |
| داستان ترسناک آمریکایی: رونوک                    | ۲۰۱۶      | Lana Winters          | قسمت: "Chapter 10"                                |
| Feud                                             | ۲۰۱۷      | Geraldine Page        | قسمت: "And the Winner Is... (The Oscars of 1963)" |
| داستان ترسناک آمریکایی: فرقه                     | ۲۰۱۷      | Ally Mayfair-Richards | ۱۱ قسمت                                           |
| داستان ترسناک آمریکایی: فرقه                     | ۲۰۱۷      | Atkins                | قسمت: "Charles (Manson) in Charge"                |
| داستان ترسناک آمریکایی: آخرالزمان                | ۲۰۱۸      | Wilhemina Venable     | ۷ قسمت                                            |
| داستان ترسناک آمریکایی: آخرالزمان                | ۲۰۱۸      | Cordelia Foxx         | ۷ قسمت                                            |
| داستان ترسناک آمریکایی: آخرالزمان                | ۲۰۱۸      | Billie Dean Howard    | قسمت: "Return to Murder House"                    |
| مرد خانواده                                      | ۲۰۱۹      | Herself (voice)       | قسمت: "You Can't Handle the Booth"                |
| داستان ترسناک آمریکایی:۱۹۸۴                      | ۲۰۱۹      | TableTBA              |                                                   |
| رچد                                              | ۲۰۲۰      | Nurse Ratched         |                                                   |
| خانم آمریکایی                                    | ۲۰۲۰      | Alice                 | Filming                                           |
| Impeachment: American Crime Story                | ۲۰۲۰      | Linda Tripp           | Upcoming series                                   |